# 灰脸纹胸巨鹛
灰脸纹胸巨鹛（学名：Mixornis kelleyi）一种分布于老挝、越南和柬埔寨等地的雀形目鸟类，隶属于画眉科纹胸鹛属。本种由法国鸟类学家让·泰奥多尔·德拉库尔于1932年描述发表。